# Årets unga företagare

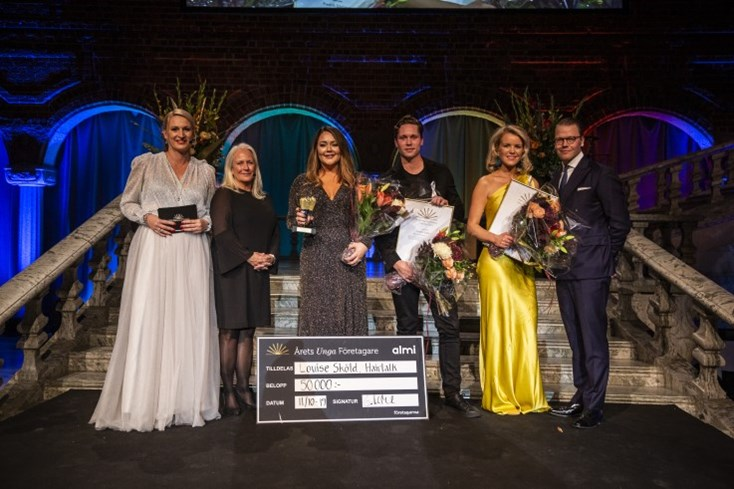
2019 års vinnare av priset Årets Unga Företagare tillsammans med Prins Daniel mfl.

Priset Årets Unga Företagare tilldelas varje år en ung företagare i samband med prisutdelningen för Årets Företagare som delas ut av organisationen Företagarna. Priset delas ut i Stockholms stadshus och 2019, av prins Daniel. Lokala föreningar runtom i Sverige utser en vinnare i sin kommun. Vinnaren går sedan vidare till en regionsfinal från vilken vinnaren går vidare till den nationella finalen.

## Historia
Organisationen Företagarna grundades officiellt 1905 och har rötter från enskilda lokalföreningar sedan 1750-talet. Sedan mitten av 1980-talet delas priset Årets Företagare ut på lokal nivå och sedan 2007 har priset även delats ut nationellt. Priset Årets Unga Företagare började att delas ut 2014 och ceremonin sker i samband med prisutdelningen av Årets Företagare som delas ut varje år i oktober i Stockholms stadshus. 

## Kriterier
För att kunna bli nominerad till priset Årets Unga Företagare måste deltagaren vara 35 år eller yngre och driva minst ett företag. Vinnaren av Årets Unga Företagare i Sverige utses av en jury bestående av framgångsrika företagare och företagsledare. 

## Vinnare av utmärkelsen Årets Unga Företagare
| År   | Pristagare                                   | Företagsnamn               | Region              |
| ---- | -------------------------------------------- | -------------------------- | ------------------- |
| 2024 | Jonna Gustafsson                             | Essnce                     | Jönköping           |
| 2023 | Madelene Törnblom                            | Maya Delorez               | Uppsala             |
| 2022 | Gustaf Smith, Emil Smith och Robin Åström    | WeHype                     | Uppsala             |
| 2021 | Philip Olsson                                | Isovox                     | Halland             |
| 2020 | Linus Werner och Hugo Larsson                | Save By Solar              | Uppsala             |
| 2019 | Louise Sköld                                 | Hairtalk                   | Västmanland         |
| 2018 | Noel Abdayem                                 | The Humble Co              | Stockholm           |
| 2017 | Joachim Lindström och Filip Ummer            | Ideal of Sweden            | Östergötland        |
| 2016 | Christoffer Öberg                            | Nyåkers pepparkakor        | Västerbotten        |
| 2015 | Ida Backlund                                 | Rapunzel of Sweden         | Västerbotten        |
| 2014 | Joel Svensson                                | Partykungen.se             | Gävleborg           |
| 2013 | Victoria Carlsson och Sofie Stenmark         | Yollibox Frozen Yoghurt AB | Stockholm           |
| 2012 | Benjamin Kainz, Oscar Lundin och Arvid Morin | Ung Omsorg                 | Stockholm & Småland |